# Бирмингемские беспорядки
Бирмингемские беспорядки 1791 года также известны как «Беспорядки Пристли» (англ. Pristley Riots) — событие, произошедшее в период с 14 по 17 июля 1791 года в городе Бирмингем, Англия. Основной целью «мятежников» были диссентеры — так называемые «несогласные», в первую очередь наиболее известная фигура из их числа — учёный, а также политический и религиозный противник действующей власти Джозеф Пристли. Косвенно причинами беспорядков были как местные, так и общенациональные вопросы — как разногласия по поводу государственных закупок книг для библиотеки, так и споры по поводу попыток диссентеров получить полные гражданские права и их поддержки Великой французской революции.
Беспорядки начались с нападения на отель, который был местом банкета, организованного диссентерами, симпатизировавшими французской революции и отмечавшими годовщину падения Бастилии. Затем, начав с церкви Пристли и его дома, мятежники атаковали или сожгли четыре часовни диссентеров, двадцать семь домов и несколько лавок. Многие из них были опьянены алкоголем, который они нашли во время грабежа или которым были подкуплены, чтобы остановить поджоги домов с их стороны. Часть из них не поддавалась подкупу и осталась трезвой. Бунтовщики сожгли не только дома и часовни диссентеров, но и дома людей, которых они считали связанными с ними, например, члены место встреч членов Лунного общества.
Несмотря на то, что беспорядки не были инициированы кабинетом премьер-министра Уильям Питта, национальное правительство не спешило отвечать на просьбы диссентеров о помощи. Местные власти Бирмингема, судя по всему, принимали участие в планировании массовых беспорядков, и они позже весьма неохотно возбуждали уголовные дела против главарей беспорядков. Промышленник Джеймс Уатт писал, что эти массовые беспорядки «разделили [Бирмингем] на две партии, которые ненавидят друг друга смертельно». Те, кто подвергся нападению, постепенно покинули город, оставив Бирмингем более консервативным городом, чем он был на протяжении всего XVIII века.